# Лісне (Черняховський район)
Лісне (рос. Лесное) — селище Черняховського району, Калінінградської області Росії. Входить до складу Свободненського сільського поселення.
Населення —  79 осіб (2015 рік). 

## Населення
| 2002 | 2010 |
| ---- | ---- |
| 62   | ↗79  |